# Ianthopsis ruseri
Ianthopsis ruseri är en kräftdjursart som beskrevs av Ernst Vanhöffen 1914. Ianthopsis ruseri ingår i släktet Ianthopsis och familjen Acanthaspidiidae. Inga underarter finns listade i Catalogue of Life.